# Szopka de Cracovia

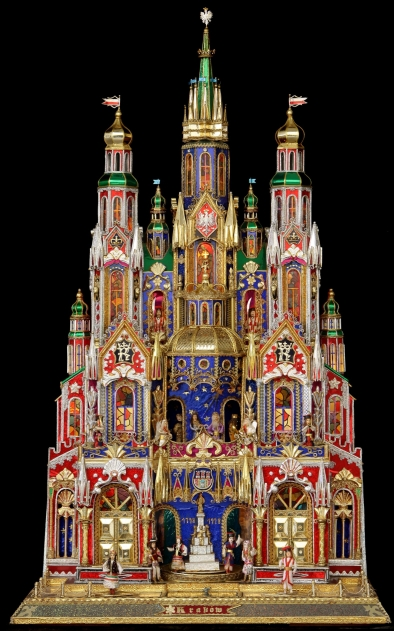
Szopka realizada por Bronisław Pięcik en el museo Krzysztofory de la Plaza Principal de Cracovia.

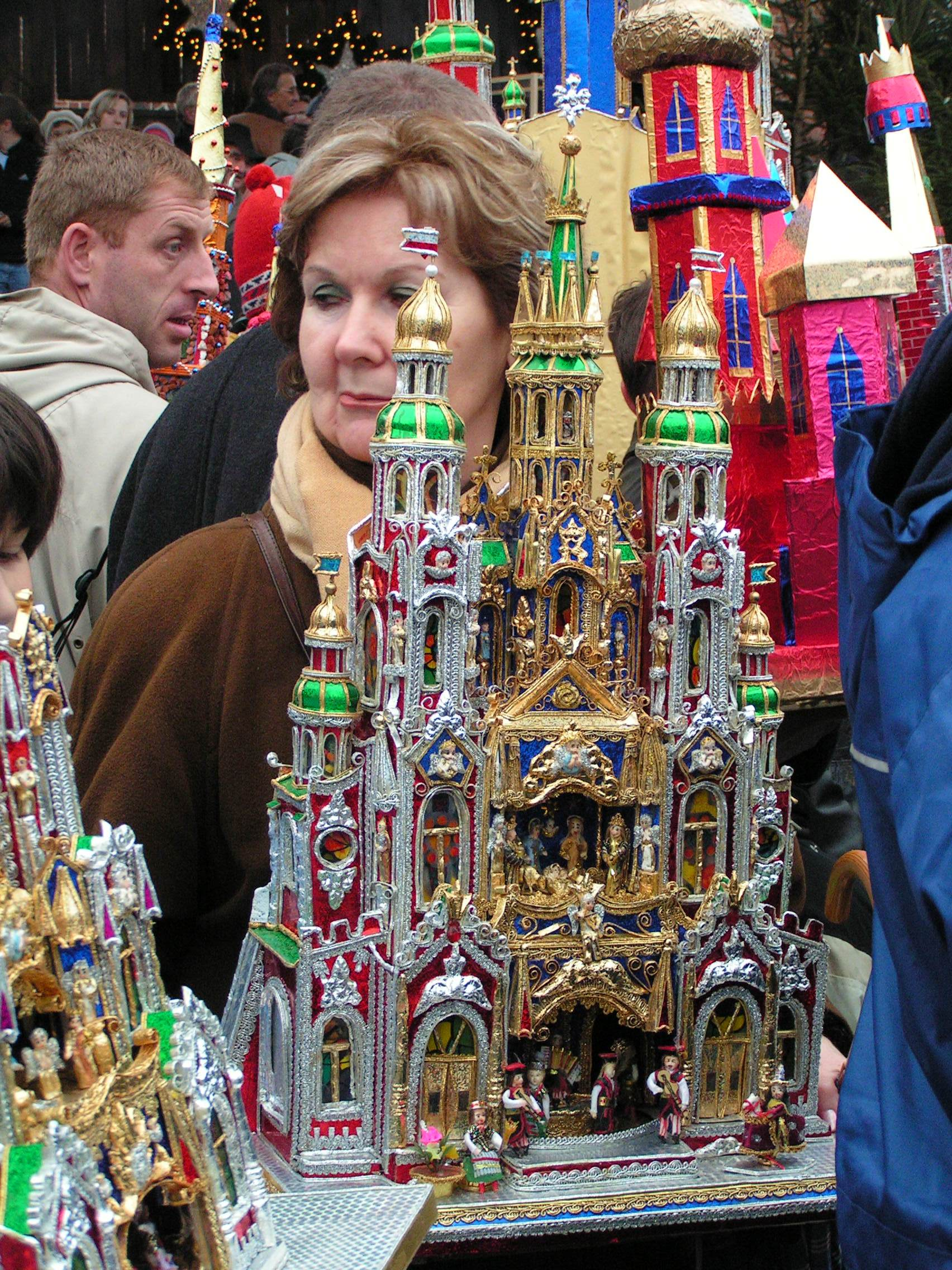
Szopka durante un torneo.

Un szopka de Cracovia /ˈkrakuf ˈʂɔp.ka/ o belén de Cracovia (en polaco: szopka krakowska) es una tradición navideña originaria de Cracovia, Polonia que tiene sus orígenes en el siglo XIX. La característica principal de la szopka es el uso de edificios históricos de Cracovia para crear maquetas y celebrar la Navidad. En 2018, la práctica fue inscrita en la Patrimonio cultural inmaterial de la Humanidad de la UNESCO.

## Historia
Las escenas de Navidad, comunes en la tradición cristiana, se originaron con San Francisco de Asís en el siglo XIII. La costumbre se expandió rápidamente a Polonia, donde se extendió durante el medioevo un tipo especial de preparación de estas escenas, conocido como Jasełka.
Algunos artistas realizan sus szopkas en forma de marionetas en teatros callejeros. En algunos casos, las marionetas son reemplazadas por figuras de madera. A veces figuras con alguna temática respectiva u otras son añadidas, como húsares alados polacos y Tadeusz Kościuszko, pasando por el hechicero legendario Pan Twardowski y el Dragón de Wawel, como también artistas y políticos contemporáneos. En el siglo XXVIII, algunas iglesias prohibieron las szopkas dada la expansión del contenido antirreligioso; las prohibiciones transformaron la práctica en arte popular.
La tradición regresa en el siglo XIX cuando obreros como albañiles o carpinteros, entre otros, comenzaron a realizar decoraciones navideñas para obtener ingresos extra. La popularidad fue creciendo al haber gente dispuesta a pagar para ver colecciones, que eran transportadas por quienes cantaban villancicos, como también para obtenerlos. La familia Potoccy tenía la colección más famosa de szopkas.
Luego de que Polonia volviera a ser independiente  en 1918, las szopkas comenzaron a ser vendidas como souvenirs de la ciudad. Las autoridades municipales decidieron promover las szopas creando una competición en 1937. Desde ese momento, excepto durante la Segunda Guerra Mundial, el torneo y presentación de szopkas tiene lugar cada año el primer martes de diciembre, en la Plaza del Mercado de Cracovia, próximo al Monumento a Adam Mickiewicz. Las mejores szopkas luego son exhibidas en el Museo Histórico Nacional en el Palacio Krzysztofory.

## Diseños
La estructura puede tener dos metros de alto y tres de largo. El edificio más utilizado para representar es la Basílica de Santa María (Cracovia) fácilmente reconocible por sus espirales. Otras opciones populares son el Castillo Wawl, el salón principal de Sukiennice y la Barbacana de Cracovia.
Un belén suele encontrarse en el segundo piso, mientras que el primero se reversa para figuras históricas.